# Kroon Estonia
Đồng kroon (ký hiệu: kr; code: EEK) là đơn vị tiền tệ của Estonia trong 2 thời kỳ lịch sử của đất nước; nó đã được thay thế bởi đồng euro vào ngày 1 tháng 1 năm 2011.  Từ kroon (phát âm tiếng Estonia: [ˈkroːn], vương miện) có liên quan đến những tiền tệ ở các nước Bắc Âu (như krona Thụy Điển, krone Đan Mạch và Krone Na Uy) và bắt nguồn từ tiếng Latin corona ("vương miện"). Đồng kroon thay thế đồng Mark Estonia năm 1928 và được sử dụng cho đến khi nước này thuộc về Liên bang Xô Viết năm 1940, nó được thay bằng đồng Rúp Xô viết. Sau khi Estonia giành độc lập, đồng kroon được tái sử dụng năm 1992.